# NGC 6854
NGC 6854 is een elliptisch sterrenstelsel in het sterrenbeeld Telescoop. Het hemelobject werd op 9 juli 1834 ontdekt door de Britse astronoom John Herschel.

## Synoniemen
- ESO 185-61
- AM 2001-543
- PGC 64080